# Kees Heil
Cornelis Pieter "Kees" Heil (Utrecht, 5 april 1913 – Nieuwegein, 15 december 1987) was een Nederlandse wachtmeester en veldwachter (1940-1945), bekend als "De Beul van Gorssel".
Hij was lid van de NSB en pleegde meerdere oorlogsmisdaden. Na de bevrijding werd hij schuldig bevonden aan hoogverraad en op 26 november 1948 ter dood veroordeeld. Dit werd op 9 augustus 1949 omgezet in levenslang. Op 18 maart 1960 verleende secretaris-generaal van het ministerie van Justitie, J.C. Tenkink, hem gratie.

## Biografie

### Voor 1945
Kees Heil was de zoon van politieagent Cornelis Heil en Francina Catharina van Schaik. Het gezin Heil woonde in Utrecht. Hij doorliep de mulo, waarna hij zich in 1932 aanmeldde bij het leger. In 1935 kwam hij in dienst van de politie en Marechaussee. Zijn gedrag was daar echter niet voorbeeldig, zo werd hij o.a. op 26 september 1939 door de rechter veroordeeld tot een boete van f 25,- wegens mishandeling van een "ambtenaar gedurende de rechtmatige uitoefening zijner bediening". Om disciplinaire redenen werd hij dan ook op 18 mei 1940 ontslagen.

### Tweede Wereldoorlog
In juli 1940 werd Heil lid van de Nationaal-Socialistische Beweging in Nederland (NSB). Hij trouwde op 5 juli 1940 in Warnsveld met Janna Gerdiena Luesink. Later dat jaar kreeg hij een nieuwe kans om terug te keren bij de Marechaussee en ging hij als Rijksveldwachter aan de slag in Zutphen. Ook daar gedroeg hij zich allesbehalve netjes, want op 24 november 1941 werd hij door de rechter in Arnhem veroordeeld tot tien dagen gevangenisstraf voor belediging van een ambtenaar in functie en belediging van een bevolkingsgroep. Tevens kreeg hij weer een boete van f 25,- en tien dagen hechtenis voor een mishandeling en vervolgens nogmaals een boete van f 15,- wegens mishandeling.
Inmiddels werkte Heil als opperwachtmeester op de Westenbergkazerne in Schalkhaar. Deze kazerne was de plek waar nieuwe politiemensen hun opleiding kregen. Het werd ook wel het POB (Politie Opleidings Bataljon) genoemd. Heil werkte daar als commandant. Het POB was door de Duitsers opgericht en het onderwijs was dan ook zeer nationaalsocialistisch getint. Vele officieren waren lid van de NSB, zo ook Heil. De kazerne stond onder streng Duits toezicht: zelfs Reichsführer-SS Heinrich Himmler heeft het POB later nog bezocht op 5 februari 1944. Politiemannen die hier werden opgeleid werden ook wel "Schalkhaarders" genoemd.
Van veel van Heils misdrijven werden later verklaringen en processen-verbaal opgemaakt. Zo heeft hij op 10 maart 1942 samen met enkele anderen de heer P.J. de Groot aangehouden. De Groot werd uitgemaakt voor Oranje-Bolsjewiek en kreeg het bevel om hem de Hitlergroet te brengen. De Groot werd door Heil naar een cel gebracht, waarbij Heil hem toewierp: "ziezo, nu zijn we alleen, en zal ik je oranjehersens in elkaar slaan". Hierop werd de Groot geschopt en geslagen, waarbij "het bloed uit de neus spoot".
Begin oktober 1942 arresteerde Heil de joodse families Schinkkamp en Zwarts (twee mannen en vier vrouwen). Later in die maand werden door Heil in het zomerhuisje "De Meerkoetjes" te Gorssel de joodse personen Laslo Schuger, Sandor Segal, Kurt Mendel, Herbert Levie, Ruth Levie, Heinz Colmanovitz, Hardie Prins en Erwin Nutzbaum opgepakt. Ze zijn allen in Auschwitz vermoord. Nog in diezelfde week had hij uitgeroepen: “Het is hier in Gorssel een grote bende, niets dan joden en zwarte handel".
In de nacht van 14 op 15 oktober 1942 deed Heil, samen met zijn collega's Meijer en Gerrit Tesink een inval in het landhuis Woudrust te Gorssel, waar CPN-leider Paul de Groot met zijn gezin zat ondergedoken. De Groot ontsnapte door de achterdeur het bos in en wist in zijn pyjama op blote voeten te ontkomen, maar zijn vrouw Szajndla Borzykowska en dochter Rosa de Groot werden door Heil opgepakt, mishandeld, daarna afgevoerd naar Kamp Westerbork en vervolgens naar Auschwitz en daar vergast.

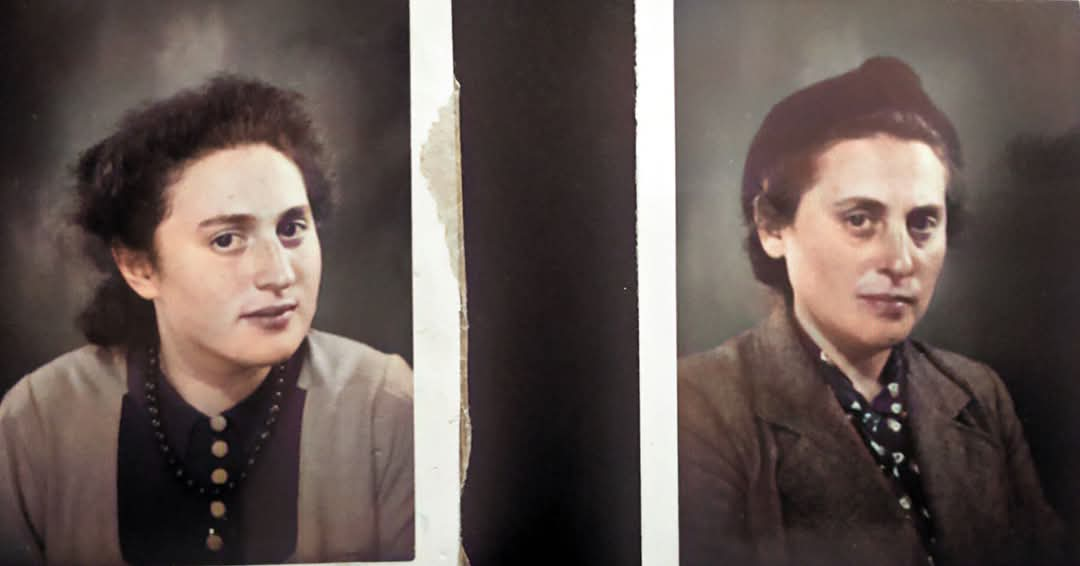
Rosa de Groot (1921 Antwerpen - 1942 Auschwitz) en Szajndla (Sally) Borzykowska (1897 Łódź - 1942 Auschwitz).

Op 19 oktober 1942 arresteerde Heil, samen met zijn schoonvader Luesink, jachtopziener te Warnsveld, de familie Hooykaas in het huis "De Bijvanck" te Almen. Heil schoot "met zijn pistool in den wilde weg" en gebood zijn ondergeschikten hetzelfde te doen.
Een ander drama vond plaats op 8 augustus 1944. Op de Veenweg deed Heil samen met twee collega-landwachters een huiszoeking bij de familie Woriseck. In dat huis was de joodse familie Spanier ondergedoken. Na twee dagen voorarrest zijn ze naar Auschwitz gezonden en nimmer teruggekeerd.
In de tweede helft van februari 1945 arresteerde Heil in Bilthoven een lid van de Biltse Verzetsgroep, Minne de Swart. Na een hardhandige ondervraging werd Minne met zijn vader op een platte boerenkar in de winterkou afgevoerd naar de gevangenis, de Penitentiaire Inrichting Wolvenplein, in Utrecht.
Op 21 maart 1945 vuurde Heil twee schoten af op opperwachtmeester der gemeentepolitie te Zutphen Jelle Bouma, nadat ze elkaar op de Warnsveldseweg in Zutphen waren tegengekomen. Bouma was aan het werk en reed in uniform op zijn fiets. Heil gelastte Bouma af te stappen, maar Bouma negeerde dit bevel, waarop Heil, na een korte ruzie hierover, zijn dienstpistool trok en hem ter plekke neerschoot. Bouma viel direct neer en stierf.

### Na 1945
Na de bevrijding werd Heil geschorst in zijn functie als hoofdwachtmeester der Staatspolitie en werd overgebracht naar de Strafcel Jeugdgevangenis te Zutphen. Rond 28 oktober 1948 werd de doodstraf tegen hem geëist, welke op 26 november 1948 ook door het Bijzonder Gerechtshof in Arnhem werd uitgesproken. Op 9 augustus 1949 werd de doodstraf echter omgezet naar levenslang.
Heil werd in november 1949 geplaatst in de Bijzondere Strafgevangenis in Leeuwarden, alwaar hij zich weer zeer agressief gedroeg: een bewaarder werd door Heil met zijn vuist zodanig op zijn oog geslagen dat deze zich onder doktersbehandeling moest stellen.
Na enkele gratieverzoeken van o.a. familieleden, die eerst werden afgewezen, stuurde de president van de Hoge Raad der Nederlanden een advies uit om Heil onder voorwaarden vrij te laten. Al enkele maanden later, op 18 maart 1960, werd Heil vrijgelaten en ging in zijn geboortestad Utrecht wonen. In 1977 verhuisde hij vervolgens naar Nieuwegein, waar hij op 15 december 1987 uiteindelijk overleed.